# 1101. grenadirski polk (Wehrmacht)
1101. grenadirski polk (izvirno nemško 1101. Grenadier-Regiment; kratica 1101. GR) je bil pehotni polk Heera v času druge svetovne vojne.

## Zgodovina
Polk je bil ustanovljen na Danskem 20. maja 1944. 